# Giulio Briccialdi

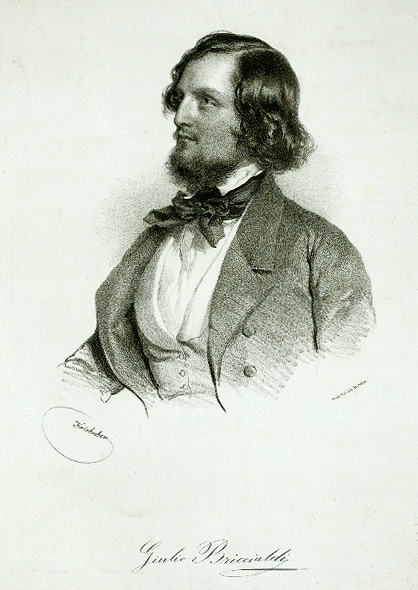

Giulio Briccialdi (Terni, 2 maart 1818, Florence, 17 december 1881) was een Italiaans fluitist, componist en verbeteraar van zijn instrument. Hij werd ook wel de Paganini van de fluit genoemd.
Hij kreeg zijn eerste fluitlessen van zijn vader. Toen deze stierf werd de financiële situatie van het gezin precair. Om te voorkomen dat hij onder druk van zijn familie priester moest worden, liftte Briccialdo naar Rome. Hij werd er opgevangen door een zanger van de Sixtijnse Kapel. Hij studeerde vervolgens compositie aan de Academie Santa Cecilia in Rome terwijl hij de kost verdiende met zijn fluitspel. Vanaf 1836 werd hij leraar van de broer van de koning van Napels.
Briccialdi stapte over op de fluit met het Böhm-systeem, uitgevonden in 1845. Hij woonde een tijd in Londen, waar hij in 1849 de firma Rudall and Rose adviseerde zijn ontwerp voor een verbetering van deze fluit over te nemen, namelijk een tweede manier om de bes te kunnen spelen (namelijk met de duim van de linkerhand, bekend komen te staan als de Briccialdi-bes).
Briccialdi gaf concerten in heel Europa en ook in de Verenigde Staten. Hij maakte onder andere een tournee naar Wenen, waar hij veel succes boekte. Terug in Italië wordt hij docent aan de Academie Santa Cecilia in Rome. Vanaf 1870 doceert hij aan het conservatorium van Florence. Hij richt er een werkplaats op waar hij fluiten maakt onder zijn eigen patent.
Zijn enige opera Leonora de' Medici (Milaan 1855), werd een flop, maar zijn composities voor fluit werden erg populair.
Nadat Briccialdi was overleden hielden mensen in zijn geboorteplaats Terni een inzameling om zijn lichaam naar Terni te kunnen overbrengen. Dit gebeurde pas vier maanden na zijn dood.

## Composities
Briccialdi componeerde voornamelijk voor zijn eigen instrument. Tot zijn werken behoren:
- opera Leonora de' Medici
- 4 fluitconcerten
- fantasieën op thema's uit opera's
- thema's met variaties, onder andere op Carnaval van Venetië en een thema van Frédéric Chopin
- romances
- liederen
- blaaskwintet
- etudes voor fluit